# Terzo Tempio
(Isaia 56,7)

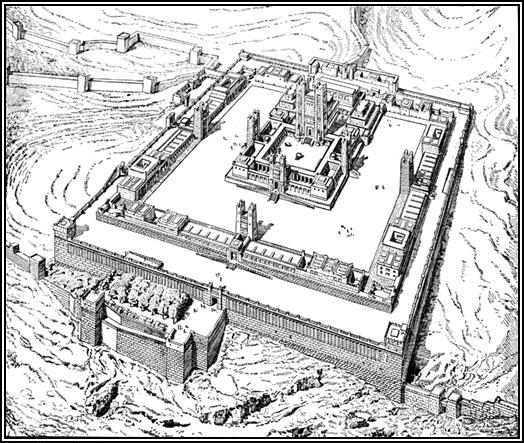
Visione del Terzo Tempio secondo Ezechiele – modello elaborato dall'architetto e teologo francese Charles Chipiez nel XIX secolo

Il Terzo Tempio, o Tempio di Ezechiele in ebraico בית המקדש השלישי‎? (Beit haMikdash haShlishi), è un Tempio Sacro per Dio del popolo ebraico, popolo eletto, descritto architetturalmente e profetizzato nel Libro di Ezechiele, luogo di preghiera per tutti, con servizio liturgico di sacrifici. Viene descritto da Ezechiele come un edificio eterno e dimora permanente del Dio di Israele sul Monte del Tempio di Gerusalemme.

## Introduzione
Il testo principale che discute del Terzo Tempio è scritto nel Libro di Ezechiele 40-43, dove, nel giorno di Yom Kippur del calendario ebraico 3372, Ezechiele profetizza la terza architettura del tempio ed immagina l'ingresso permanente del Dio d'Israele attraverso la porta orientale del muro del Terzo Tempio:
La gloria del Signore entrò nel tempio per la porta che guarda a oriente. Ezechiele 43:4

### Architettura

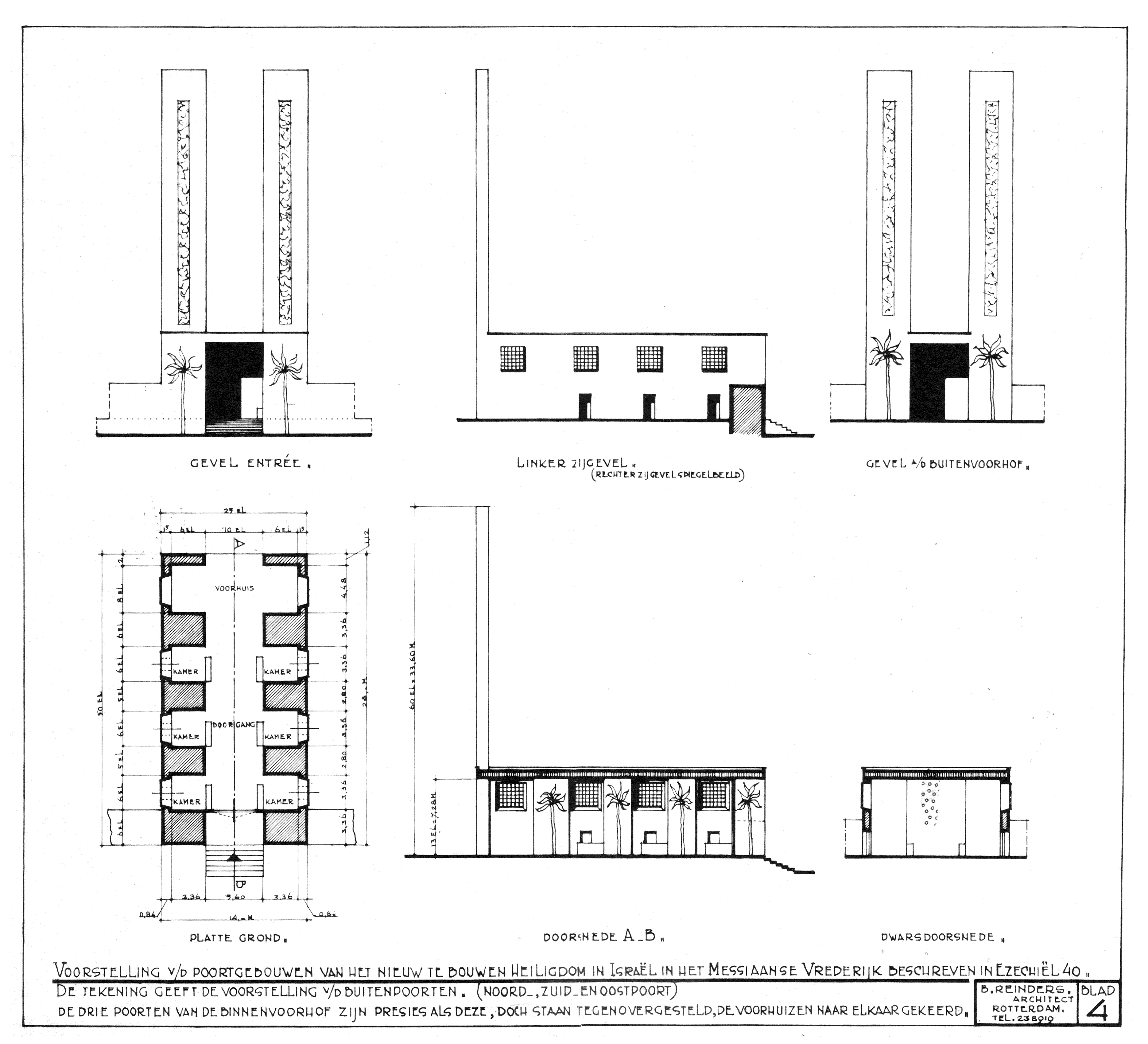
Entrata al Tempio di Ezechiele, come descritto nel rispettivo Libro, disegnata dall'architetto olandese Bartelmeüs Reinders (1893-1979)

L'architettura del tempio viene descritta in dettaglio nei Capitoli 40-42 di Ezechiele. Maimonide quantifica quei capitoli, affermandone la loro complessità per il lettore comune, ma anche per l'esperto esegeta. I commentatori della Bibbia che si sono cimentati nello spiegare il disegno direttamente dal testo della Bibbia ebraica, includono Rashi, David Kimhi, Yom-Tov Lipmann Heller e Meir Leibush ben Yehiel Michal - producendo tutti dei disegni leggermente diversi del tempio immaginato da Ezechiele. La disposizione e le misurazioni della costruzione sono descritti nei particolari, come anche le decorazioni di "cherubini e palme. Fra cherubino e cherubino c'era una palma; ogni cherubino aveva due aspetti: aspetto d'uomo verso una palma e aspetto di leone verso l'altra palma, effigiati intorno a tutto il tempio." Ezechiele 41:18-19

## Nella preghiera ebraica
Il Terzo Tempio è anche descritto come concetto e desiderio religioso nell'Ebraismo, radicati ed espressi in molte delle preghiere ebraiche per il ritorno e la ricostruzione del Tempio di Gerusalemme, che una volta si ergeva – come Primo e Secondo Tempio – e che fu distrutto la prima volta dagli antichi babilonesi e la seconda dai romani.
Dal momento della distruzione del Secondo Tempio nel 70 d.C, gli ebrei religiosi hanno espresso il loro desiderio di vedere la costruzione di un Terzo Tempio sul Monte del Tempio. La preghiera per questo desiderio è parte formale della tradizione ebraica nella recita tre volte al giorno della Amidah. Anche se non edificato, l'idea e il desiderio di un Terzo Tempio è sacro nell'Ebraismo, in particolare per l'Ebraismo ortodosso, e anticipato come luogo cultuale di prossima costruzione. I profeti del Tanakh invocavano che la sua costruzione fosse completata prima dell'avvento dell'età messianica. La ricostruzione del Terzo Tempio svolge un ruolo importante anche in alcune interpretazioni della escatologia cristiana.
Piani architettonici per il Terzo Tempio esistono soprattutto nei capitoli 40-47 del Libro di Ezechiele (la visione di Ezechiele precede il Secondo Tempio) e alcuni studiosi considerano l'idea che il Manoscritto del Tempio descriva anche il Terzo Tempio. Poiché un certo numero di studiosi ebrei hanno dichiarato che il termine per l'arrivo del Messia sia l'anno ebraico 6000 (2240 d.C.), questo sembrerebbe essere anche il termine ultimo per iniziare la costruzione del Terzo Tempio.

## Ebraismo ortodosso

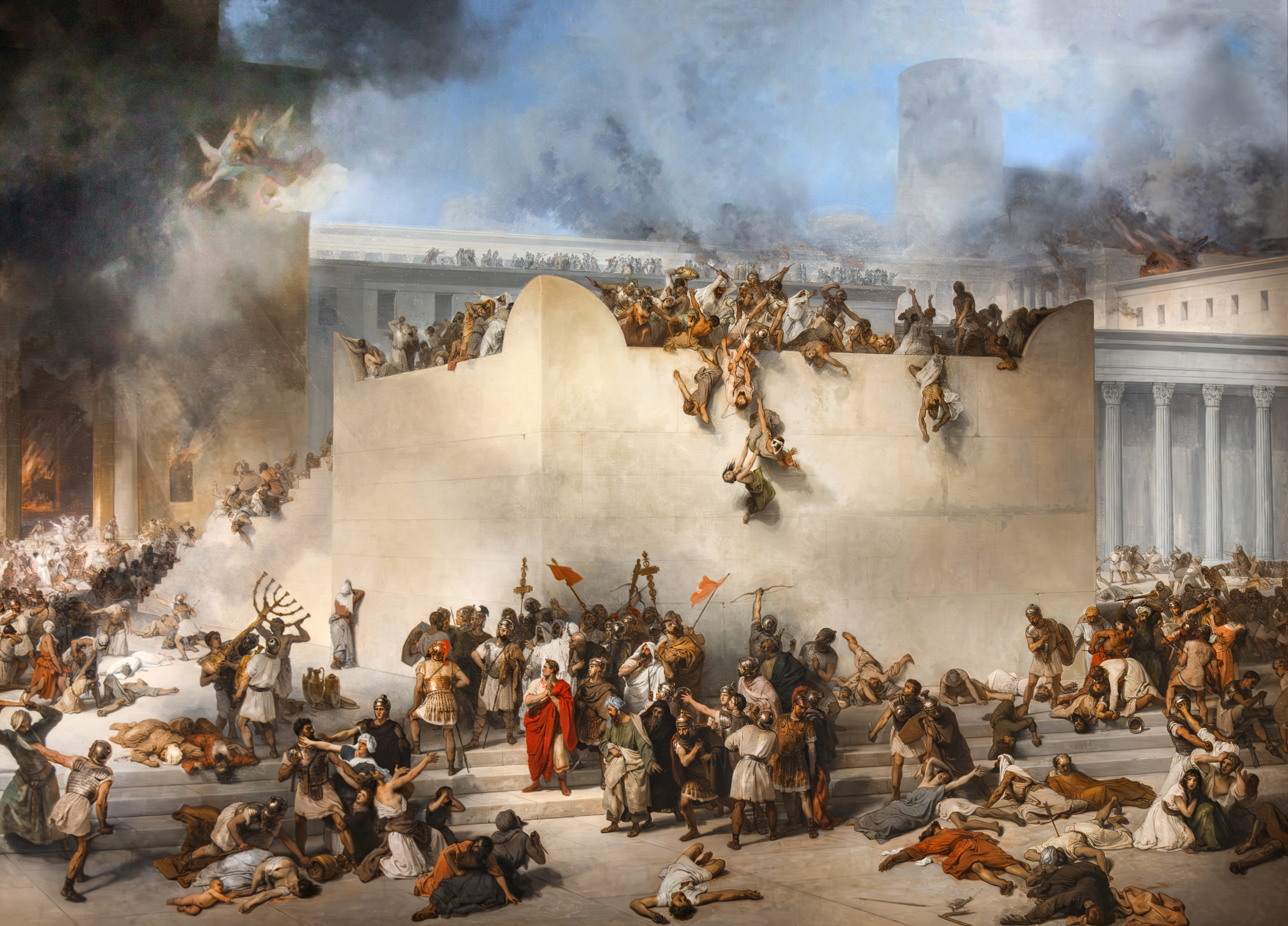
Distruzione del Tempio di Gerusalemme, di Francesco Hayez

### Opinioni generali
L'Ebraismo ortodosso crede nella ricostruzione di un Terzo Tempio e la ripresa del culto sacrificale, sebbene ci sia disaccordo su come la ricostruzione debba avvenire. Gli studiosi ortodossi e le autorità rabbiniche in generale credono che la ricostruzione debba avvenire nell'epoca del Messia per mano della Divina Provvidenza, anche se una posizione di minoranza, seguendo il parere di Maimonide, sostiene che gli ebrei stessi dovrebbero cercare di ricostruire il tempio, quando possibile. Le autorità ortodosse in genere prevedono la ripresa del sistema tradizionale completo dei sacrifici, ma i conservatori, i riformati e i ricostruzionisti sconfessano qualsiasi fede nella ripresa del Korban. Questa convinzione è comunque incorporata nei servizi di preghiera ortodossi. Tre volte al giorno, gli ebrei ortodossi pregano l'Amidah, che contiene preghiere per la restaurazione del Tempio e la ripresa del culto sacrificale, e ogni giorno c'è una recitazione dell'ordine quotidiano dei sacrifici e dei salmi che i leviti avrebbero cantato quel giorno.
La posizione generalmente accettata tra gli ebrei ortodossi è che l'ordine completo dei sacrifici sarà ripreso alla costruzione del Tempio. Sebbene Maimonide abbia scritto nella sua prima opera – "Guida dei Perplessi" – "che Dio deliberatamente ha rimosso dagli ebrei i sacrifici favorendo invece la preghiera, poiché la preghiera è una forma superiore di culto", tuttavia il suo libro principale – "Mishneh Torah", che è considerato da alcuni come l'autorità finale della legge ebraica - afferma che sacrifici animali riprenderanno nel Terzo Tempio, e spiega il modo in cui saranno effettuati. Alcuni attribuiscono a Rabbi Abraham Isaac Kook il parere che sacrifici di animali non saranno ripresi. Questi punti di vista di Kook sul servizio cultuale del Tempio sono a volte fraintesi (per esempio, in Olat Re'ayah, commentando la profezia di Malachia – "Allora l'offerta di Giuda e di Gerusalemme sarà gradita al Signore come nei giorni antichi, come negli anni lontani." Malachia 3,4 – egli indica che le sole offerte di grano saranno presentate al ripristinato servizio del Tempio, mentre in un saggio correlato a Otzarot Hare'ayah suggerisce diversamente).

### Ruolo nella preghiera

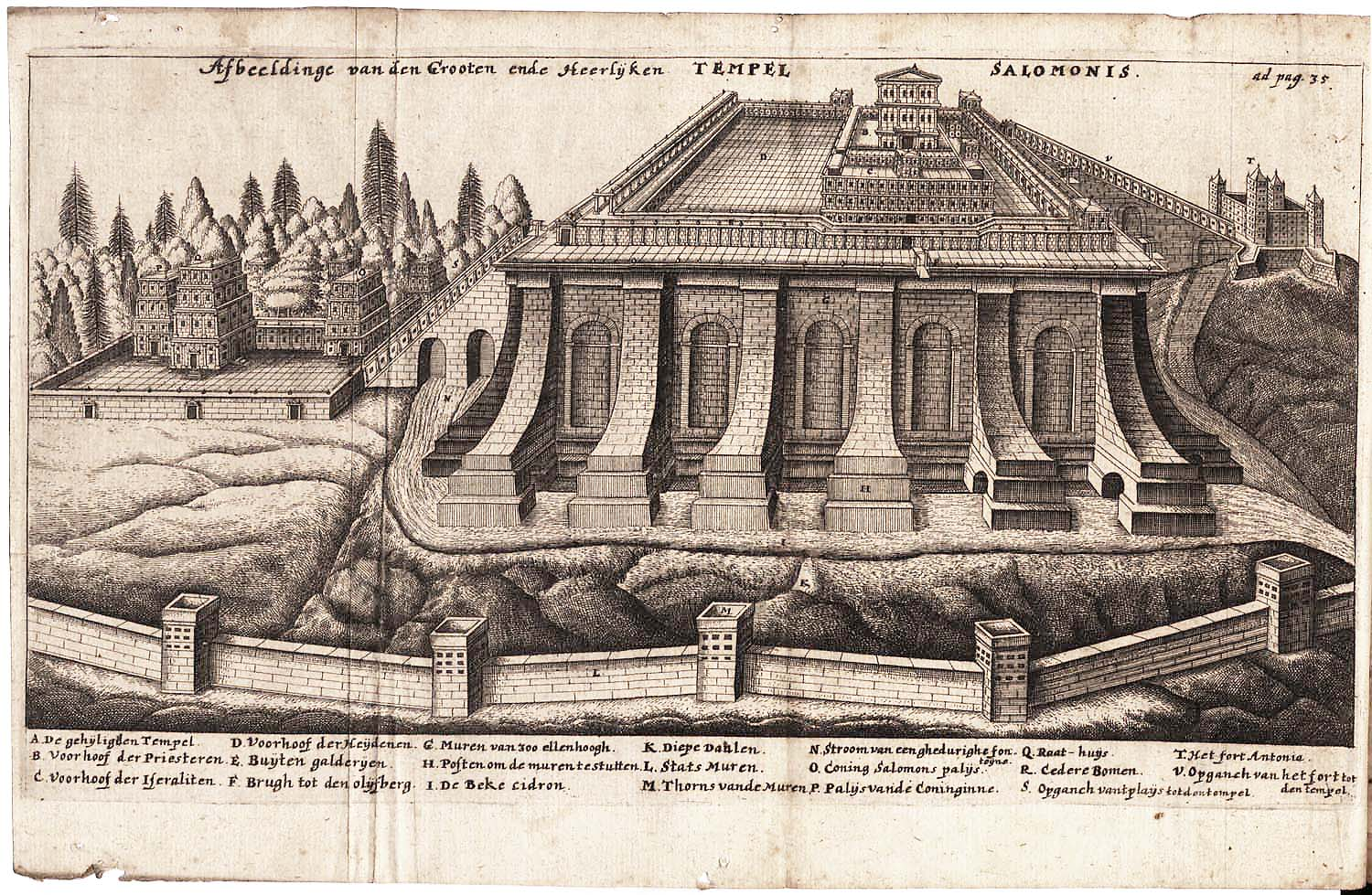
Tempio di Salomone, incisione di Jacob Judah Leon, 1665

Le preghiere ebraiche degli ortodossi includono, in ogni servizio rituale e nei momenti in cui sacrifici corrispondenti sarebbero stati offerti nel Tempio, una preghiera per la sua ricostruzione e la ripresa dei sacrifici. Il servizio mattutino di preghiera comprende, come promemoria, anche una sessione di studio del rituale giornaliero e delle offerte al Tempio, incluso lo studio dettagliato dei sacrifici di animali e le offerte di incenso. Il servizio contiene anche i Salmi quotidiani e quelli per le occasioni speciali che i leviti cantavano nel Tempio. Dopo la lettura settimanale della Torah, c'è una preghiera per "restaurare la Dimora della nostra vita ed invitare la Shekhinah (presenza divina) ad abitare in mezzo a noi", e la Amidah contiene preghiere per l'accettazione delle "offerte bruciate da Israele" e si conclude con una meditazione sul restauro del Tempio. ("Allora l'offerta di Giuda e di Gerusalemme sarà gradita al Signore come nei giorni antichi, come negli anni lontani." Malachia 3,4) Inoltre, il linguaggio teologico e poetico dell'ebraico è pieno di parole con doppie connotazioni, che sono entrambe riferimenti letterali agli elementi di architettura o di rituale templare, e hanno anche significati metaforici teologici e poetici per quanto riguarda il rapporto tra il fedele e Dio. Le traduzioni e i commentari sulle preghiere che usano questo linguaggio, nell'Ebraismo ortodosso tendono a discutere entrambi i significati. (Esempi di parole con duplice significato: deshen si riferisce sia alle ceneri lasciate dopo un olocausto, sia anche all'"accettazione con favore"; kodesh si riferisce al "Santo", cioè la parte del Santuario - Hekhal - del Tempio, ma significa anche "santo" in generale; chatzrot si riferisce ai cortili del Tempio, e connota anche la vicinanza a Dio; "korban" significa sia "sacrificio" che "avvicinarsi".)

### Osservanza delle regole ditumah
Il Tempio aveva regole elaborate di purezza rituale che vietava l'entrata alle persone con tumah, impurità rituale, derivante dal contatto con i morti, dalle emissioni seminali e dal sangue mestruale, dal contatto con animali non-kosher (impuri), da alcune malattie, e da una serie di altre cause. Mentre molte delle cerimonie originali di purificazione (come la cerimonia della giovenca rossa) sono diventate impossibili in assenza del Tempio e dei suoi riti, l'Ebraismo rabbinico e più tardi l'Ebraismo ortodosso considerano che gli ebrei abbiano l'obbligo di osservanza di tali leggi di purezza rituale nella maniera più fattuale possibile, mantenendo quindi un numero elevato di regole come principi di vita ordinaria. Le leggi di "purezza famigliare" si basano direttamente, in funzione e terminologia, sulle regole del Tempio. Un certo numero di altri requisiti, come ad esempio le pratiche di immersione in una mikveh prima dello Yom Kippur, o lavarsi le mani al mattino, prima dei pasti e dopo un funerale, derivano da questi principi. Molte regole contemporanee e apparentemente non collegate sono strettamente connesse a questi rituali e regole del Tempio. Ad esempio, la preghiera Shema Israel è detta al momento della giornata in cui i Kohanim che erano tamei (impuri) completavano una parte del loro rituale di purificazione; il tipo di materiale vegetale che può essere messo sul tetto di una Sukkah moderna è il tipo che non è suscettibile di tumah (impurità). Inoltre, le autorità che permettono gli ebrei di salire il Monte del Tempio richiedono il rispetto di un più ampio insieme di norme di purezza rituale che non quelle mantenute nella normale vita quotidiana – ad esempio un requisito di immersione purificatrice a seguito di una emissione seminale.

### Tentativi di ristabilire una presenza ebraica sul Monte del Tempio

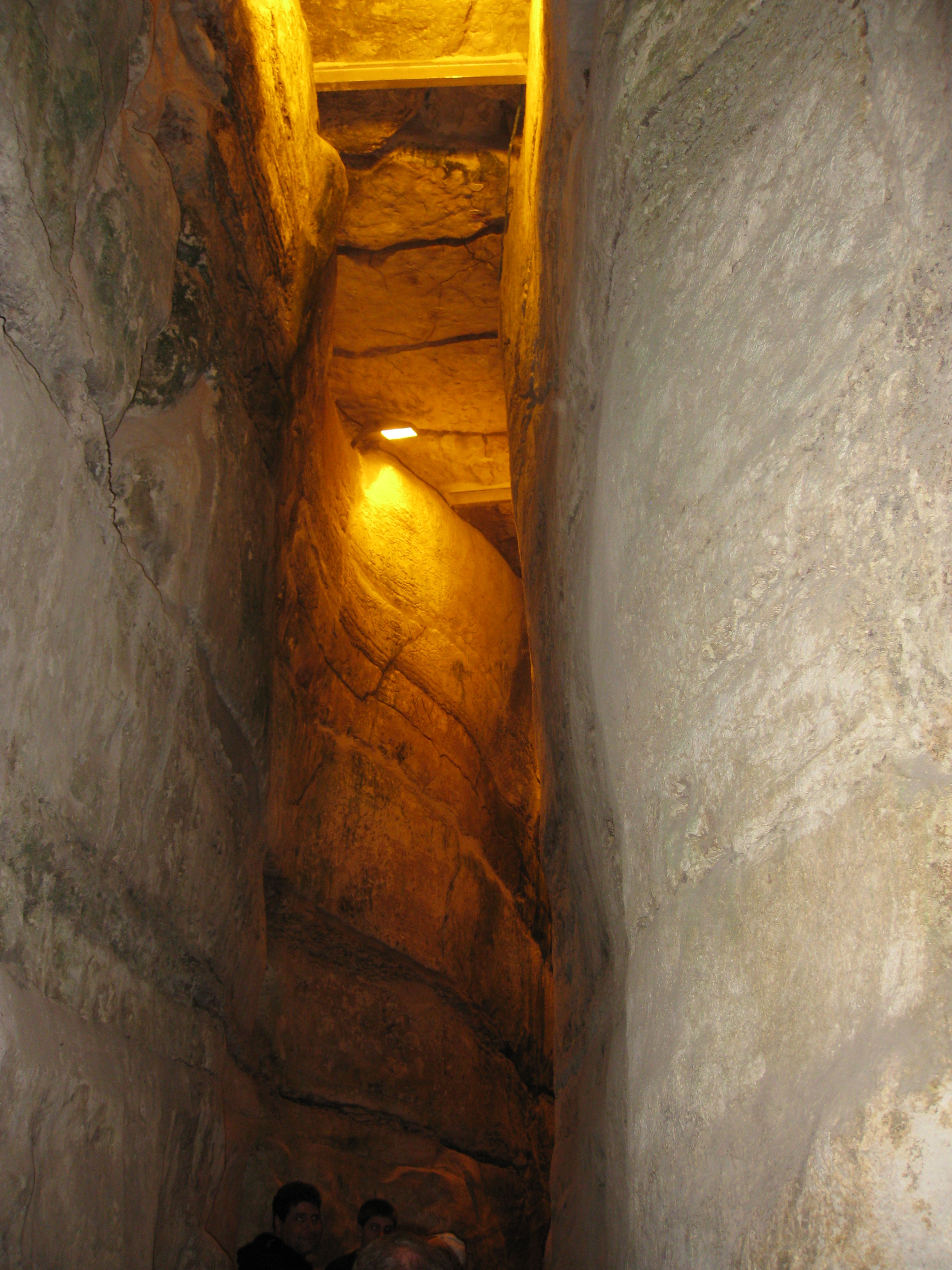
Il tunnel del Muro Occidentale

Nel mese di agosto 1967, dopo l'occupazione del Monte da parte di Israele, Rabbi Shlomo Goren, il Rabbino Capo delle IDF (e poi Rabbino Capo dello Stato di Israele), cominciò ad organizzare una preghiera pubblica per gli ebrei del Monte del Tempio. Rabbi Goren era anche ben noto per le sue posizioni controverse in merito alla sovranità ebraica sul Monte del Tempio. Il 15 agosto 1967, poco dopo la Guerra dei sei giorni, Goren guidò un gruppo di 50 ebrei sul Monte del Tempio dove, respingendo le guardie musulmane e polizia israeliana, tennero un servizio liturgico di preghiera. Goren continuò a pregare per molti anni nel palazzo Makhkame che sporge sul Monte e a celebrare i servizi delle Grandi Festività. Il suo appello per la creazione di una sinagoga sul Monte del Tempio è stato successivamente ribadito da suo cognato, il Rabbino Capo di Haifa She'ar Yashuv Cohen.
Goren fu aspramente criticato dal Ministero della difesa israeliano che, notando la posizione superiore di Goren, reputava il suo comportamento inappropriato. L'episodio portò il Collegio dei Rabbini Capo del tempo a ribadire le leggi accettate dell'Ebraismo che nessun ebreo aveva il permesso di recarsi sul Monte a causa di problemi di impurità rituale. Le autorità secolari hanno accolto con favore questa sentenza in quanto conserva lo status quo con la Waqf, l'autorità islamica. In disaccordo con i suoi colleghi, Goren ebbe sempre a sostenere che gli ebrei non solo avevano il permesso, ma addirittura l'obbligo di salire e pregare sul Monte.
Goren sostenne ripetutamente la costruzione di un Terzo Tempio sul Monte a partire dagli anni 1960, associandosi anche a vari progetti messianici che riguardavano il sito. Nell'estate del 1983, Goren e molti altri rabbini si unirono a Rabbi Yehuda Getz, che lavorava al Ministero degli Affari Religiosi del Muro Occidentale, in un tour della camera sotto il Monte che Getz aveva scavato, dove i due affermarono di aver visto l'Arca dell'Alleanza. Poco dopo venne scoperto un tunnel, che causò una grave rissa tra giovani ebrei e gli arabi della zona. Il tunnel fu rapidamente sigillato con cemento dalla polizia israeliana. L'ingresso murato può essere visto dal Tunnel del Muro Occidentale, che ha aperto al pubblico nel 1996.
I Rabbini Capo di Israele, Isser Yehuda Unterman e Yitzhak Nissim, insieme ad altri importanti rabbini, hanno affermato che "da generazioni abbiamo messo in guardia ed evitato di entrare in qualsiasi parte del Monte del Tempio." Un recente studio di questa sentenza rabbinica suggerisce che sia "senza precedenti" e forse provocata dalla pressione governativa sui rabbini, ma anche una soluzione "brillante" per la prevenzione di attriti musulmano-ebraici sul Monte. Il consenso rabbinico del sionismo religioso ortodosso continua a sostenere che è vietato agli ebrei di entrare in qualsiasi parte del Monte del Tempio. e nel gennaio 2005 è stata firmata una dichiarazione che conferma la decisione del 1967.

## Ruolo dell'Ebraismo Conservatore

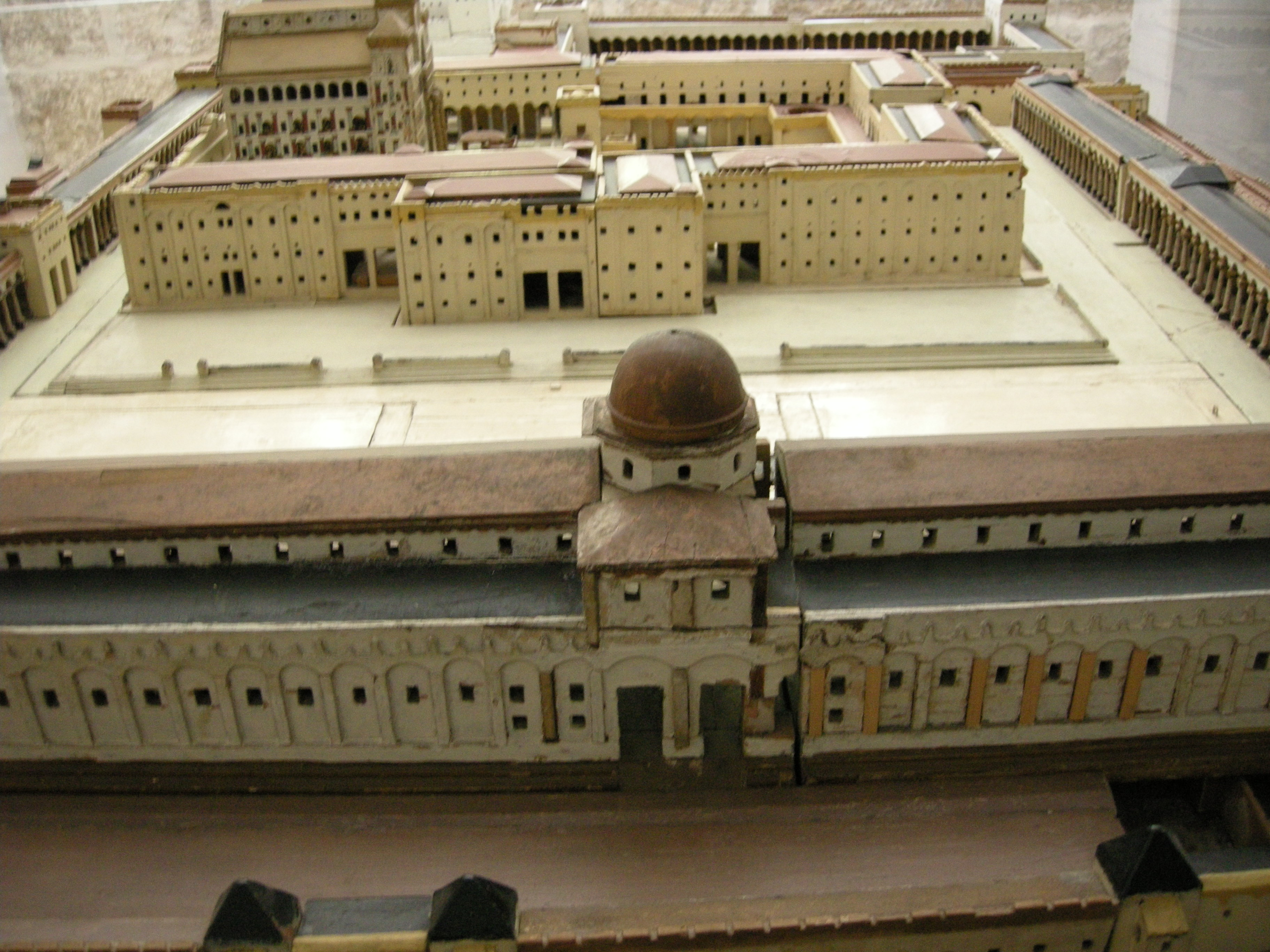
Modello del Tempio, presso lo Schmidt College, Florida

L'Ebraismo conservatore crede in un Messia e nella ricostruzione del Tempio, ma non nel ripristino dei sacrifici. Di conseguenza, il Comitato per la Legge e gli Standard Ebraici dell'Ebraismo conservatore ha modificato le preghiere. I libri di preghiera dei conservatori invocano la restaurazione del Tempio, ma non chiedono la ripresa dei sacrifici. La sezione di studio ortodossa sui sacrifici nel servizio mattutino quotidiano è stata sostituita da passi talmudici che insegnano che atti di bontà ora espiano il peccato.
Nella preghiera quotidiana dell'Amidah, la preghiera centrale dei servizi liturgici ebraici, le petizioni di accettare le "offerte sul fuoco" e "l'offerta di grano di Giuda e di Gerusalemme" (Malachia 3,4) sono state rimosse. Nella preghiera speciale Musaf che si recita durante lo Shabbat e le Festività ebraiche, la frase ebraica na'ase ve'nakriv ("presenteremo e sacrificheremo") viene modificata con asu ve'hikrivu ("presentarono e sacrificarono"), implicando quindi che i sacrifici sono cosa del passato. La preghiera per la restaurazione della "Casa delle nostre vite" e della Shekhinah che dimora "tra noi", nel servizio settimanale di letture bibliche viene conservata nei libri di preghiera, sebbene non tutti i servizi dell'Ebraismo conservatore lo dicano. In tali libri di preghiera, parole e frasi con doppio significato, riferentesi sia a particolari del Tempio che a concetti teologici o poetici, sono generalmente preservate nel testo. Tuttavia le traduzioni ed i commentari di solito riportano solo i significati teologici o poetici. L'Ebraismo conservatore prende anche una posizione intermedia in merito ai Kohanim e leviti, affermando la rispettiva discendenza tribale patrilineare e alcuni aspetti dei loro ruoli, ma eliminando le restrizioni su chi possano sposare.
Nel 2006, il Comitato per la Legge e gli Standard Ebraici ha adottato una serie di responsa sul tema del ruolo di Niddah nell'Ebraismo conservatore, dove si discute del ruolo dei concetti correlati al Tempio e riguardanti la purezza rituale (tumah e taharah) nell'Ebraismo contemporaneo. Un responsum adottato a maggioranza dal Comitato ha ritenuto che i concetti di purezza rituale in merito all'ingresso nel Tempio non siano più applicabili all'Ebraismo contemporaneo e viene quindi accettata una proposta di modificare il termine "purezza famigliare" con "la santità della famiglia", spiegando l'osservanza continua di niddah su una base diversa dalla continuità con le pratiche templari. Un altro responsum, anch'esso adottato a maggioranza dal Comitato, sottolinea il mantenimento delle osservanze esistenti, della terminologia e delle relative motivazioni, e dichiara che queste osservanze e concetti connessi al Tempio continuano ad avere un impatto e un significato contemporanei. Pertanto, in linea con la filosofia pluralistica dell'Ebraismo conservatore, entrambe le interpretazioni sull'attualità dei concetti di purezza rituale connessi al Tempio sono punti di vista ammissibili.

## Ruolo dell'Ebraismo Riformato e Ricostruzionista

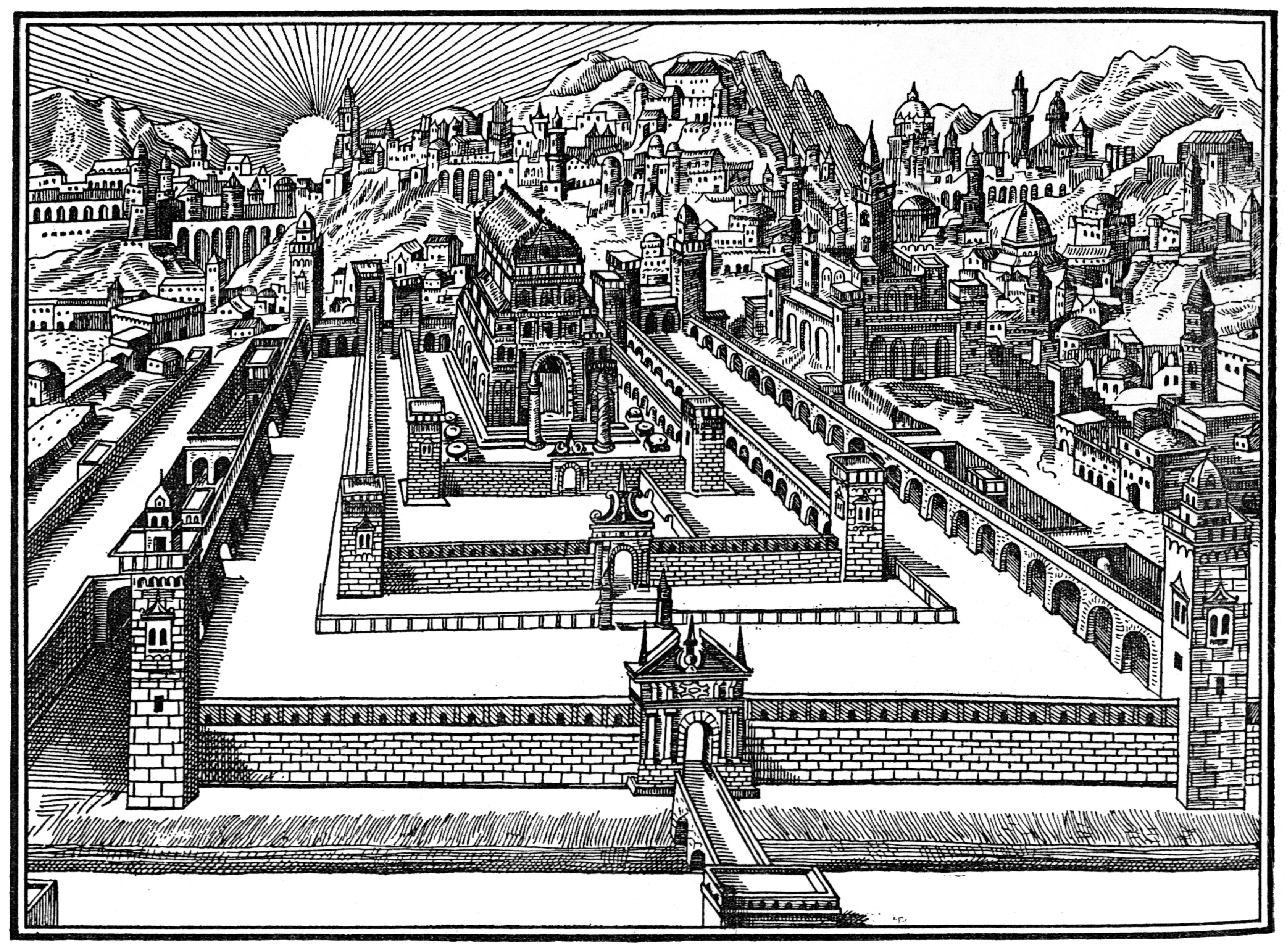
Ricostruzione del Tempio da una Haggadah di Pesach, Amsterdam 1695

L'Ebraismo riformato e ricostruzionista considera la necessità di un Tempio centrale ed il ritorno al relativo culto come una forma primitiva di rituale, dal quale evolversi definitivamente; il ruolo speciale di Kohanim e leviti è visto come un sistema di caste incompatibile coi moderni princìpi egualitari. Il "Tempio moderno" è la shul o sinagoga, perciò la parola Tempio compare in numerosi nomi di Congregazioni riformate. All'inizio del XIX secolo in Germania, Berlino fu dichiarata "nuova Gerusalemme", cercando di dimostrare il proprio convinto nazionalismo tedesco, drammaticamente concluso con l'avvento del nazismo. L'antisionismo che caratterizza l'Ebraismo riformato per gran parte della sua storia, si è in qualche modo placato dopo l'Olocausto europeo ed i successi del moderno stato di Israele. La credenza nel ritorno degli ebrei in Palestina non appartiene alla corrente principale dell'Ebraismo riformato.

## Antichi tentativi di ricostruzione

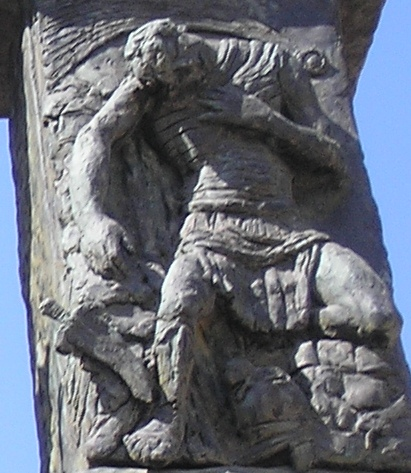
Bassorilievo di Simon Bar Kokheba

### Rivolta di Bar Kochba
Inizialmente, l'imperatore Adriano concesse il permesso di ricostruire il tempio, ma poi cambiò idea. Le forze di Simon Bar Kokheba (o Bar Kochba (in ebraico: שמעון בר כוכבא, in italiano: Simone Figlio della Stella) ripresero Gerusalemme ai Romani nel 132 d.C., e la costruzione di un nuovo tempio continuò. Il successivo fallimento di questa rivolta portò alla stesura della Mishnah, in quanto i leader religiosi credevano che il prossimo tentativo di ricostruire il tempio sarebbe avvenuto a secoli di distanza e la memoria delle pratiche e cerimonie altrimenti si sarebbero perse. Come punizione per la rivolta, i romani ribattezzarono la città Aelia Capitolina e la provincia Syria Palaestina e agli ebrei fu proibito l'ingresso in città, tranne che per il giorno di Tisha b'Av; tuttavia ai rabbini che sopravvissero alla persecuzione (cfr. Dieci Martiri) fu concesso di continuare la loro scuola di Jamnia, purché continuassero a pagare le imposte.

### Flavio Claudio Giuliano

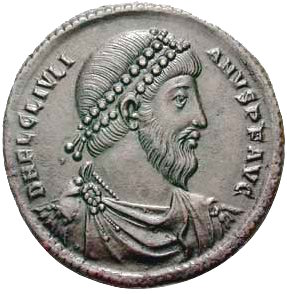
Giuliano raffigurato su una moneta

Ci fu un progetto dell'imperatore romano Flavio Claudio Giuliano (361-363) per permettere agli ebrei di costruire un Terzo Tempio, quale parte dell'ampio programma di Giuliano di ripristinare/rafforzare i culti religiosi locali. Il tentativo di ricostruzione però abortì. Rabbi Hilkiah, uno dei rabbini leader del tempo, rifiutò i soldi di Giuliano, sostenendo che i Gentili non dovevano avere alcun ruolo nella ricostruzione del tempio.
Secondo le varie fonti dell'epoca, tra cui lo storico cristiano Sozomeno (c. 400–450) nella sua Historia Ecclesiastica e lo storico pagano, Ammiano Marcellino, il progetto di ricostruire il tempio venne abbandonato poiché ogni volta che gli operai cercavano di edificare il tempio, utilizzando la struttura esistente, venivano ustionati da fiamme terribili provenienti dalle viscere della terra e un terremoto distrusse ciò che fino ad allora era stato fatto:
(Ammiano Marcellino, Rerum gestarum libri XXIII, 1, 3.)
L'incapacità di ricostruire il Tempio è stata attribuita al terremoto di Galilea del 363, e all'ambivalenza degli Ebrei circa il progetto. Il sabotaggio è una possibilità, come anche un incendio accidentale. L'intervento divino è stato il punto di vista comune tra gli storici cristiani del tempo. Poco dopo, Giuliano fu ucciso in battaglia e i cristiani riaffermarono il proprio controllo sull'impero.

## Tentativi medievali di ricostruzione

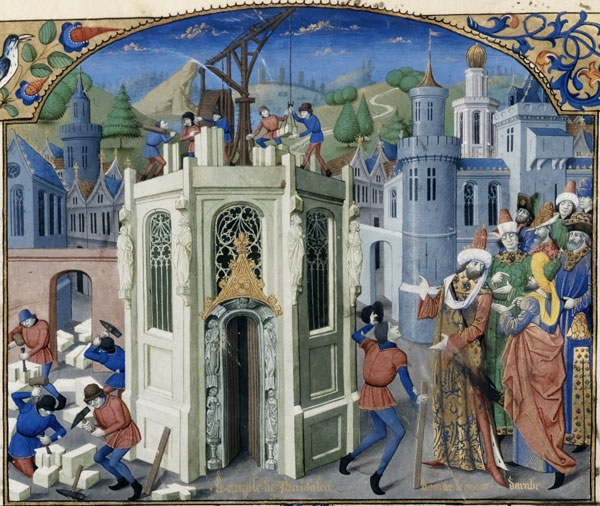
Ricostruzione del Tempio di Gerusalemme, dal libro di Guglielmo di Tiro, Histoire d'Outremer, XV secolo

### Stato vassallo dei Sasanidi
Nel 610, l'Impero Sasanide cacciò l'Impero Bizantino dal Medio Oriente, concedendo agli ebrei per la prima volta in secoli il controllo di Gerusalemme. I nuovi governanti presto ordinarono di riprendere i sacrifici di animali, per la prima volta dal tempo di Bar Kochba. Poco tempo dopo, prima che i Bizantini riprendessero la zona, i persiani diedero il controllo alla popolazione cristiana, che demolì l'edificio parzialmente costruito, le rovine del quale esistevano ancora quando il Califfo ʿUmar ibn al-Khaṭṭāb prese possesso della città negli anni 630.

### Conquista musulmana della Siria
Una cronaca armena del VII secolo, scritta dal vescovo Sebeo, afferma che gli ebrei e gli arabi stavano litigando tra di loro circa le reciproche differenze religiose durante l'assedio di Gerusalemme del 637, ma "un uomo dei figli di Ismaele di nome Maometto" pronunciò un "sermone sulla Via della Verità, presumibilmente per ordine di Dio" dicendo loro che, sia ebrei che arabi, dovevano unirsi sotto l'egida del loro padre Abramo ed entrare in Terra santa. Lo storico e giornalista Robert Wright nel suo libro The Evolution of God (L'evoluzione di Dio) asserisce che gli ebrei iniziarono a ricostruire il loro Tempio sul Monte, ma vennero cacciati.

### Incursioni mongole in Siria
Nel 1267, durante le incursioni mongole in Siria, un periodo di interregno tra la dominazione completa del Levante da parte degli Stati crociati fino al 1260 e la conquista del Levante da parte dei Mamelucchi nel 1291, Nachmanide scrisse una lettera a suo figlio. La lettera conteneva i seguenti riferimenti al territorio e al Tempio:
(Iggeret ha-Musar)

## Tentativi moderni di ricostruzione
Sebbene per la corrente principale dell'Ebraismo ortodosso la ricostruzione del Tempio sia generalmente lasciata alla venuta del Messia e alla Divina Provvidenza, una serie di organizzazioni, in genere rappresentati anche una piccola minoranza di ebrei ortodossi, sono state formate con l'obiettivo di realizzare la costruzione immediata di un Terzo Tempio in tempi attuali. Queste organizzazioni sono:

### Organizzazioni
L'Istituto del Tempio, noto in ebraico come Machon HaMikdash in ebraico מכון המקדש‎? e il Movimento dei Fedeli del Monte del Tempio e Eretz Israel, ciascuno con lo scopo dichiarato di costruire il Terzo Tempio sul Monte del Tempio (Monte Moriah). L'Istituto del tempio ha già predisposto vari articoli da usarsi nel Terzo Tempio.
L'istituto ha sede nel quartiere ebraico della Città Vecchia di Gerusalemme.
Al 2016, la destra nazionalista, sia religiosa che laica, rabbini dell'ebraismo ortodosso, e sionisti sostengono il progetto del Terzo Tempio, da edificarsi nella Spianata delle Moschee, fra i luoghi sacri dell'Islam.

Una corrente politica propone una spartizione in una zona islamica ed una ebraica, mentre un'altra più radicale intende affermare la completa sovranità di Israele sull'intero sito.

### Ostacoli

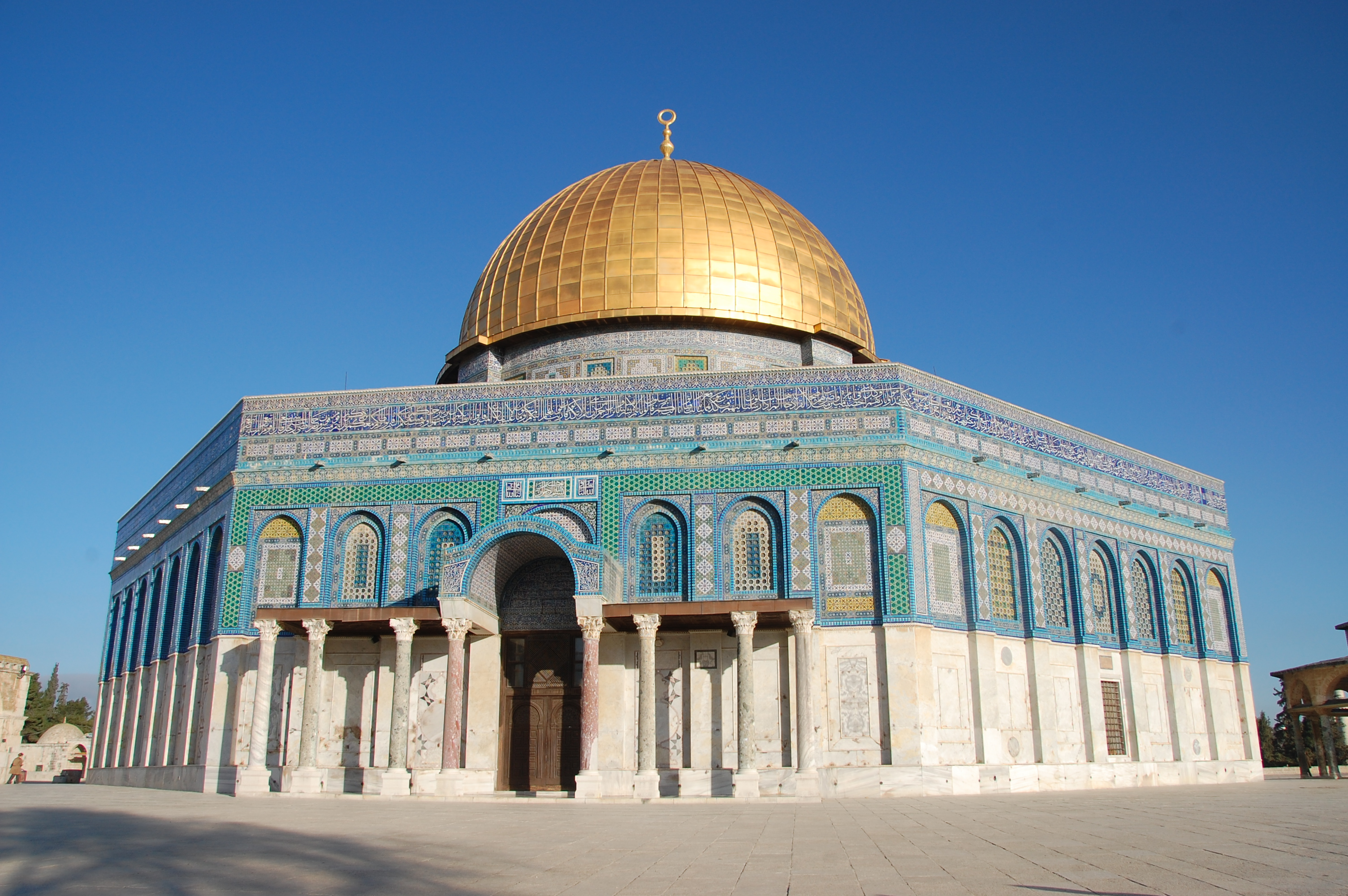
La Cupola della Roccia, sul Monte del Tempio

L'ostacolo più immediato ed evidente per la realizzazione di questi obiettivi è il fatto che due strutture storiche islamiche costruite 13 secoli fa, cioè la Moschea al-Aqsa e la Cupola della Roccia (arabo: مسجد قبة الصخرة ), sono costruiti in cima al Monte del Tempio. Si considera che la Cupola della Roccia occupi lo spazio reale in cui sorgeva il Tempio, e Israele si è impegnato a preservare l'accesso a questi edifici come parte di obblighi internazionali. Qualsiasi tentativo di danneggiare o ridurre l'accesso a questi siti, o costruire strutture ebraiche all'interno, in mezzo, sotto, accanto, a sbalzo sopra, o al loro posto, porterebbe a gravi conflitti internazionali, data l'associazione del Mondo islamico con questi luoghi santi. Tuttavia, alcuni studiosi del XX e XXI secolo ritengono che la Cupola della Roccia non sia la posizione attuale del Primo e del Secondo Tempio, e che i templi erano in realtà situati o appena più a nord o appena più a sud della Cupola della Roccia. La teoria più recente pone il Tempio tra la Cupola e la Moschea.
Inoltre, la maggior parte degli studiosi ebrei ortodossi rifiutano qualsiasi tentativo di costruire il Tempio prima della venuta del Messia. Ciò perché ci sono molti dubbi circa la posizione esatta in cui si debba costruire. Per esempio, mentre le misure sono espresse in cubiti, esiste una controversia se tale unità di misura sia pari a circa 0,46m o 0,61m. Senza la conoscenza esatta della misura del cubito, l'altare non può esser costruito. Inoltre il Talmud narra che la costruzione del Secondo Tempio fu resa possibile solo sotto la guida profetica di Aggeo, Zaccaria e Malachia. Senza una rivelazione profetica valida, sarebbe impossibile ricostruire il Tempio, anche se le moschee non occupassero più il relativo sito.
Nonostante gli ostacoli, sono in corso tentativi di vari gruppi analitici per articolare i benefici locali e regionali di un possibile sviluppo edilizio che progressivamente si allineasse a sostegno del Terzo Tempio. Si conosce dal Talmud, che al tempo del re Agrippa Gerusalemme si riempiva di milioni di visitatori, pellegrini provenienti da tutta la regione. Oggi le potenzialità del turismo spirituale sosterrebbero gli obiettivi di crescita del sindaco di Gerusalemme di raggiungere i 10 milioni di turisti annuali. Ciò fornirebbe un rimarchevole incentivo all'economia e beneficerebbe i residenti locali e regionali, molti dei quali vivono in povertà. Poiché la ricostruzione del tempio può avvenire soltanto mediante un processo di pace, deve essere preceduta da numerose iniziative, tra cui le infrastrutture finanziarie e progettuali per sostenere un così grande aumento del turismo, accordi di cooperazione locale e regionale per consentire la sua costruzione e il buon esito di riattivare il Sinedrio, l'autorità che deve autorizzare per un tale evento.

### Status del Monte del Tempio
L'amministrazione palestinese attualmente limita l'accesso degli ebrei al Monte del Tempio, mentre le autorità religiose ebraiche lo limitano agli ebrei su basi religiose. Molte autorità religiose, tra cui il Gran Rabbinato, interpretano la Halakhah (Legge ebraica) affermando che sia vietato entrare nella zona per evitare inavvertitamente di passare per aree proibite (come il Santo dei Santi) e quindi dissacrarle, siccome si considera che la zona del Tempio conservi ancora la sua piena sacralità e le relative restrizioni. Inoltre, le autorità politiche, preoccupate da vari violenti scontri al Monte del Tempio, tra cui quello che diede inizio alla seconda intifada palestinese, cerca di ridurre le probabilità di ulteriori scontri tra attivisti religiosi ebrei e musulmani, cosa che potrebbe danneggiare ulteriormente il delicato tessuto archeologico e politico della zona.
Durante la festa di Sukkot del 2006, Uri Ariel, membro del Partito di Unione Nazionale al Knesset, salì al Monte e affermò di stare preparando un progetto per una sinagoga sul Monte. La sinagoga in questione non sarebbe edificata al posto delle moschee, ma in un'area separata secondo le regole dei rabbini principali di Israele. Asserì inoltre di ritenere che ciò correggerebbe un'ingiustizia storica e che rappresenterebbe una opportunità per il mondo musulmano di dimostrare la sua tolleranza verso tutte le fedi.

## Opinioni cristiane

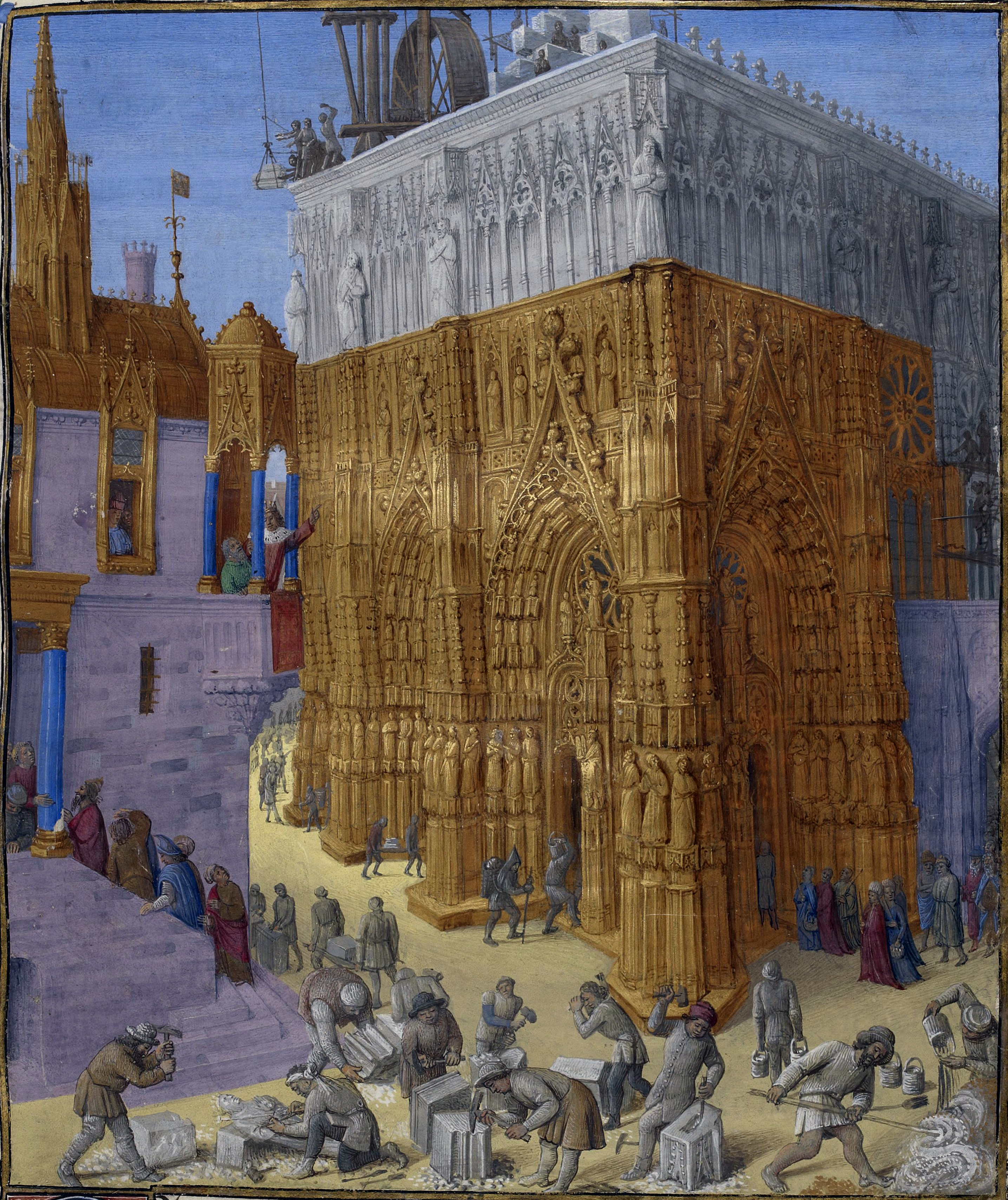
Costruzione del Tempio di Gerusalemme - miniatura di Jean Fouquet, 1475

Mentre esistono varie opinioni della Cristianità in merito al significato e la necessità di un terzo tempio edificato a Gerusalemme, secondo gli autori del Nuovo Testamento, la Nuova Alleanza (di cui parla Geremia in 31,31-34) viene affermata con l'infusione dello Spirito Santo nel fedele (Ezechiele 36,26-27: "metterò dentro di voi uno spirito nuovo.") e quindi il corpo di ogni fedele e l'assemblea stessa dei fedeli rappresentano il tempio, o il tempio è stato sostituito. Paolo di Tarso illustra questo concetto nella sua lettera ai credenti a Corinto:
Questa idea si connette alla credenza che Cristo stesso, avendo affermato di essere e fare ciò che il tempio era e faceva, sia il nuovo tempio (2,19 Giovanni), e che anche il suo popolo, quale parte del "corpo di Cristo" (col significato di chiesa cristiana), sia parte di questo tempio (2 Corinzi 6,16; Efesini 2,19-22; 1 Pietro 2,4-5). Il risultato, secondo il teologo N. T. Wright, è che il tempio terreno (insieme alla città di Gerusalemme e la Terra d'Israele) non hanno più un significato spirituale:
[Paolo] si riferisce alla chiesa, e quindi ai singoli cristiani, come ‘tempio del Dio vivente’ (1 Cor 3,16; 6,19). Per il Cristianesimo occidentale, pensare anacronisticamente al tempio semplicemente come l'equivalente ebraico di una cattedrale, l'immagine è solo una metafora tra tante e senza molto significato apparente. Per l'ebreo del primo secolo, tuttavia, il tempio aveva un significato enorme; di conseguenza, quando Paolo usa una tale immagine dopo 25 anni dalla Crocifissione (con il tempio reale ancora in piedi), è un indice evidente dell'immenso cambiamento che ha avuto luogo nel suo [di Paolo] pensiero: il tempio era stato sostituito dalla Chiesa. Se questo succede per il Tempio, e in Romani 4 per la Terra, allora deve a fortiori essere il caso di Gerusalemme, che ha costituito un cerchio concentrico tra i due nella normale visione del mondo ebraico.
Di conseguenza, negli insegnamenti sia di Gesù che di Paolo, secondo Wright,
Anche il gesuita Ben F. Meyer, asserisce che Gesù applicò la profezia riguardo Sion e il tempio a sé stesso e ai suoi seguaci:
[Gesù] affermava le profezie di salvezza con la loro raffigurazione di Sion e del tempio come appartenenti ai temi escatologici che il "pellegrinaggio dei popoli" evocava. Ma contrariamente alle aspettative comuni dei suoi contemporanei, Gesù si aspettava la distruzione del tempio nell'imminente evento escatologico (Marco 13,2 = Matteo 24,2 = Luca 21,6). La combinazione sembra contraddittoria. Come poteva contemporaneamente predire la rovina del tempio nell'evento e affermare il compimento della fine del tempo nella promessa e profezia di Sion e del tempio? Il paradosso è irrisolvibile fino a quando uno non prende nota di un altro aspetto delle parole di Gesù nel linguaggio figurato di Sion e del tempio, cioè, la costante applicazione ai propri discepoli delle immagini di Sion e del tempio: la città sul monte (Matteo 5,14; cfr. Tommaso 32), la roccia cosmica (Matteo 16,18; cfr. Giovanni 1,42), il nuovo santuario (Marco 14,58; Matteo 26,61). L'insieme di promessa e profezia giungerà a compimento in tale circolo escatologico e messianico di credenti.
Alcuni potrebbero quindi vedere la necessità di un terzo tempio come diminuita, ridondante, o del tutto preclusa e sostituita, mentre altri prendono la posizione che la costruzione del terzo tempio è parte integrante dell'escatologia cristiana. I vari punti di vista sul significato della costruzione di un terzo tempio all'interno del Cristianesimo sono quindi generalmente legati a una serie di fattori tra cui: il livello di interpretazione letterale o spirituale applicato a ciò che viene assunto come profezia della "fine del tempo"; le relazioni percepite tra varie scritture, come Daniele, il Discorso olivetano, 2 Tessalonicesi e Ezechiele (tra gli altri); se sia o meno presente una "Doppia Alleanza"; se le promesse dell'Antico Testamento sulla restaurazione di Israele rimangano irrealizzate o si siano tutte avverate col Messia cristiano (2 Corinzi 1,20). Tali fattori determinano per esempio se Daniele 9,27.31 o 2 Tessalonicesi 2,4 si debbano interpretare come riferimento ad un terzo tempio fisicamente ripristinato in futuro.
Un certo numero di queste prospettive sono illustrate di seguito.

### Opinioni dominanti
L'opinione dominante tra Cattolici, Chiesa ortodossa e Protestanti è che i sacrifici di animali nel Tempio erano precursori dell'espiazione dei peccati mediante il sacrificio di Gesù sulla croce e il suo sangue versato nel primo giorno di Pasqua. La Lettera agli Ebrei viene spesso citata a sostegno di questa interpretazione: i sacrifici del tempio sono descritti come imperfetti, dato che richiedono la ripetizione (Ebrei 10,1-4), e come appartenenti ad un patto "diventato obsoleto e invecchiato" e "prossimo a sparire" (Ebrei 8,13). La crocifissione di Cristo, essendo un sacrificio che ha risolto il problema del peccato una volta per tutte, elimina qualsiasi necessità di ulteriori sacrifici animali. Cristo stesso è paragonato al Sommo Sacerdote che, sempre eretto, eseguiva rituali e sacrifici. Cristo, però, dopo aver eseguito il suo sacrificio, "si è seduto" - la perfezione finalmente raggiunta (Ebrei 10,11-14,18). Inoltre, il velo o tenda del Santo dei Santi è visto come fatto a pezzi durante la crocifissione - figurativamente in relazione a questa teologia (Ebrei 10,19-21), e letteralmente secondo il Vangelo di Matteo (Matteo 27,50-51). Per queste ragioni, un terzo tempio, il cui scopo parziale sarebbe la re-istituzione dei sacrifici di animali, è visto come inutile e quindi rimpiazzato.
Inoltre Gesù stesso ha dichiarato, quando gli venne chiesto dove adorare, "né su questo monte, né in Gerusalemme adorerete ... Ma in spirito e verità", e inoltre, in merito al Tempio di Erode: "Non resterà pietra su pietra che non venga distrutta." – Giovanni 4,21, Luca 21,6.

#### Protestantesimo

##### Dispensazionalisti

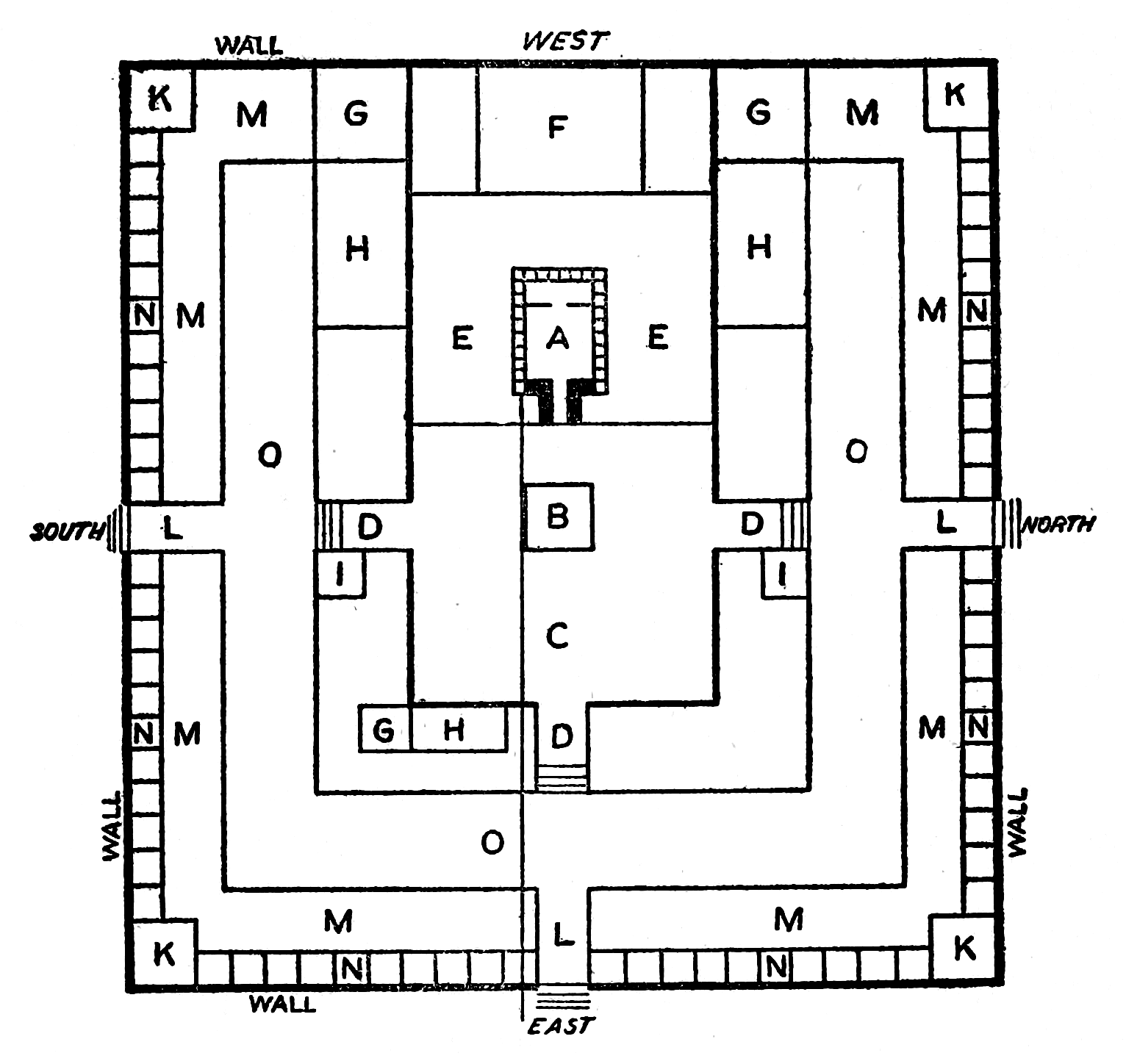
"Piano del Tempio di Ezechiele" dell'autore dispensazionalista A. C. Gaebelein, 1918

Quei protestanti che credono nell'importanza di un futuro tempio ricostruito (cioè, alcuni dispensazionalisti) sostengono che l'essenza del sistema sacrificale si sposti a un Memoriale della Croce, dato il testo di Ezechiele 39-40 (in aggiunta a riferimenti millenaristi al tempio in altri passi dell'Antico Testamento); poiché Ezechiele spiega a lungo la costruzione e la natura del tempio millenario, in cui gli ebrei saranno ancora una volta sacerdoti, alcuni sostengono che forse il sacrificio di Gesù per i peccati del mondo non ha eliminato completamente la necessità del tempio, ma diventa oggetto di lezione cerimoniale per la confessione e il perdono (un po' come oggi sono il battesimo in acqua e la comunione), e che tali sacrifici animali sarebbero ancora adeguati per la purificazione rituale e gli atti di celebrazione e di ringraziamento a Dio. Alcuni dispensazionalisti credono che ciò accadrà con la Seconda venuta quando Gesù regnerà sulla terra dalla città della Nuova Gerusalemme. In questo ambito, si noti che il Libro di Daniele, al passo 12,11, viene interpretato come profezia che la fine di questa era avverrà subito dopo la fine dei sacrifici nel nuovo tempio ricostruito.

##### Evangelicalismo Dispensazionalista
Molti cristiani evangelici credono che nuove profezie dell'Antico Testamento associate al Tempio ebraico, come ad esempio Matteo 24-25 e 2 Tessalonicesi 2,1-12, non fossero state realizzate del tutto durante la distruzione di Gerusalemme da parte dei romani nel 70 a.C. e che queste profezie si riferiscano ad un futuro tempio. Questo punto di vista è una parte fondamentale del dispensazionalismo, un quadro interpretativo della Bibbia che sottolinea il letteralismo biblico e afferma che gli ebrei restano il popolo eletto di Dio. Secondo i teologi dispensazionalisti, come Hal Lindsey e Tim LaHaye, il Terzo Tempio verrà ricostruito quando l'Anticristo, spesso identificato con un leader politico di un'alleanza transnazionale simile all'Unione europea o le Nazioni Unite, assicurerà un trattato di pace tra la moderna nazione di Israele ed i suoi vicini a seguito di una guerra globale. L'Anticristo dopo utilizzerà il tempio come luogo per proclamarsi Dio e il tanto atteso Messia, chiedendo all'umanità di adorarlo.

##### Hal Lindsey
Secondo l'autore protestante fondamentalista statunitense Hal Lindsey, il Terzo Tempio dovrebbe essere costruito accanto alla Cupola della Roccia. Lindsey crede, basandosi sulla teoria del Dr Asher Kaufman in merito alla collocazione della Porta Orientale, che la Cupola della Roccia sia stata costruita su quella che la Bibbia chiama Corte dei Gentili. Afferma inoltre che, secondo Apocalisse 11,1-2, la ricostruzione del Terzo Tempio non dovrebbe includere la sezione del Monte del Tempio nota come La Corte dei Gentili. Crede quindi che il Terzo Tempio e la Cupola della Roccia possano stare uno di fianco all'altra.

#### Cattolicesimo e Ortodossi Orientali

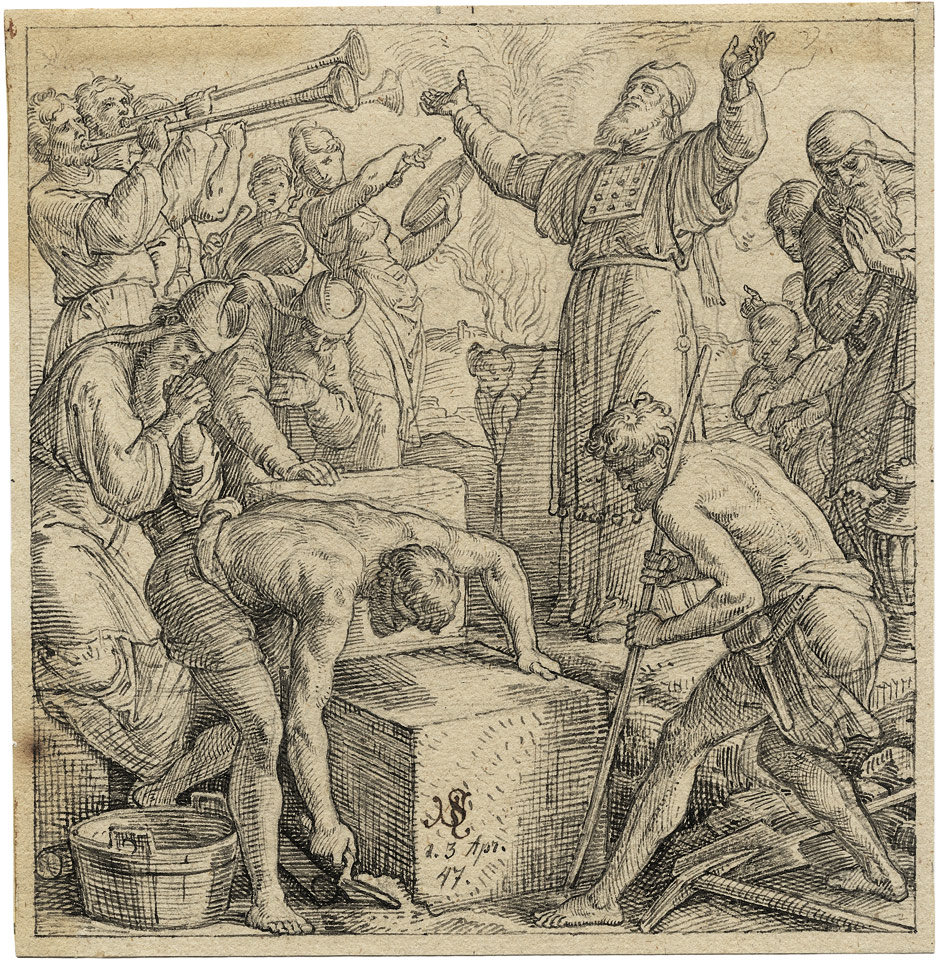
La ricostruzione del Tempio di Gerusalemme sotto Esdra e Neemia, di Julius Schnorr von Carolsfeld, 1847

I cattolici e i cristiani ortodossi credono che l'Eucaristia, che reputano essere una nella sostanza con il sacrificio di Cristo sulla croce, sia un'offerta di gran lunga superiore se confrontata con i sacrifici meramente preparatori del Tempio, come spiegato nella Lettera agli Ebrei. Credono inoltre che Cristo stesso sia il Nuovo Tempio, come afferma il Libro dell'Apocalisse e che la Rivelazione possa essere meglio intesa come Eucaristia, il paradiso in terra. Le rispettive chiese sono intese a modello del Tempio di Salomone, con il Tabernacolo, che contiene l'Eucaristia, considerato il nuovo "Santo dei Santi". Pertanto le due fedi non attribuiscono alcun significato ad una futura possibile ricostruzione del Tempio di Gerusalemme.
Gli ortodossi citano anche Daniele 9,27 ("... egli farà cessare il sacrificio e l'offerta ...") per dimostrare che i sacrifici dovrebbero cessare con l'arrivo del Messia e asseriscono che, secondo Gesù, San Paolo e i Santi Padri, il tempio sarà ricostruito solo nell'era dell'Anticristo.
Citazioni:
- Matteo 24,15[80]: "Quando dunque vedrete l'abominio della desolazione, di cui parlò il profeta Daniele, stare nel luogo santo - chi legge comprenda..."
- 2 Tessalonicesi 2,3-4[81]: "Nessuno vi inganni in alcun modo! Prima infatti dovrà avvenire l'apostasia e dovrà esser rivelato l'uomo iniquo, il figlio della perdizione, colui che si contrappone e s'innalza sopra ogni essere che viene detto Dio o è oggetto di culto, fino a sedere nel tempio di Dio, additando se stesso come Dio."

### Mormonismo

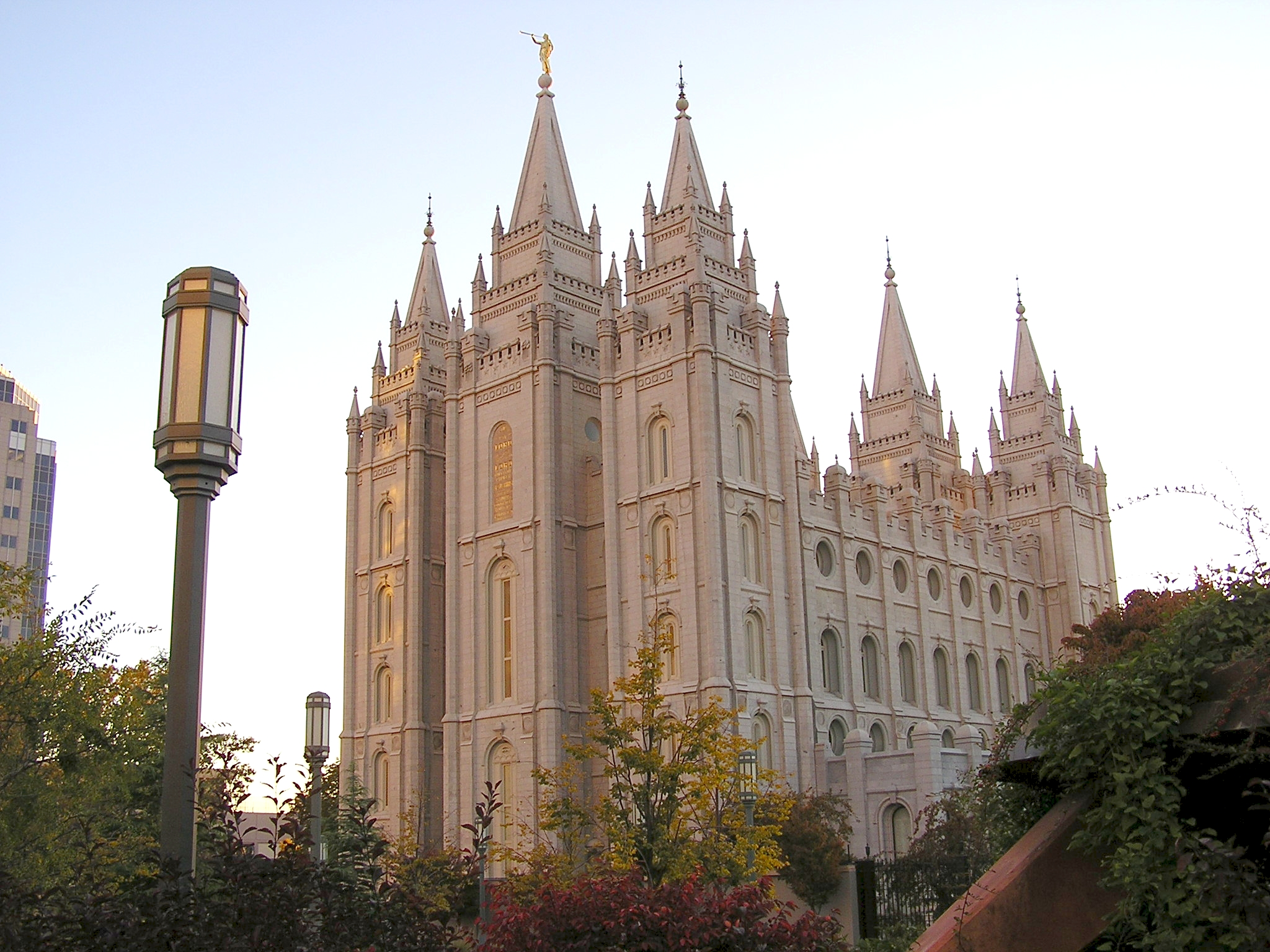
Il tempio mormone di Salt Lake City

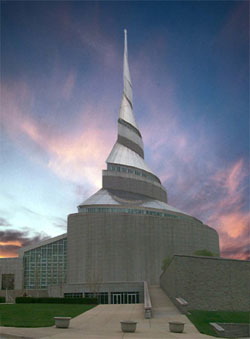
Tempio di Independence

La Chiesa di Gesù Cristo dei santi degli ultimi giorni crede che gli ebrei costruiranno il Terzo Tempio e dopo la seconda venuta di Gesù Cristo gli ebrei accetteranno Gesù come Messia, abbracciando quindi la pienezza del Vangelo. Si crede inoltre che il Terzo Tempio sarà il tempio di Dio mentre Cristo regna sulla terra. Ci saranno molti templi, ma due templi principali serviranno come luogo di governo: il Terzo tempio come governo centrale dell'Emisfero orientale, e il Nuovo Tempio di Gerusalemme situato a Independence (Missouri) come governo dell'Emisfero occidentale con Gesù risorto. Entrambi questi due templi avranno un trono per Gesù Cristo durante il suo regno millenario.
La Comunità di Cristo, seconda confessione più numerosa della corrente mormone, ha gestito un tempio, aperto al pubblico, in Independence, dal 1994.

## Opinione musulmana
Come già accennato, la maggior parte dei musulmani considerano il movimento per la costruzione di un Terzo Tempio sul Monte del Tempio come un affronto all'Islam, a causa della presenza della Moschea al-Aqsa e della Cupola della Roccia, al posto del precedente Tempio Santo. Oggi la zona è considerata dalla maggior parte dei musulmani come il terzo luogo più sacro dell'Islam. Inoltre, la moschea e il santuario si trovano sul Monte per una maggiore quantità di tempo dei precedenti templi ebraici. I musulmani quindi sono risoluti nel richiedere il riconoscimento dei loro diritti esclusivi sul sito e chiedono che sia interamente trasferito alla sovranità musulmana; inoltre, alcuni musulmani negano qualsiasi associazione del Monte ai precedenti templi ebraici che si attestano al sito. Invocazioni a reagire violentemente contro qualsiasi presenza non musulmana sul sito sono state spesso espresse dalle autorità islamiche da quando Gerusalemme Est è stata occupata durante la Guerra dei sei giorni.

## Opinione Bahá'í

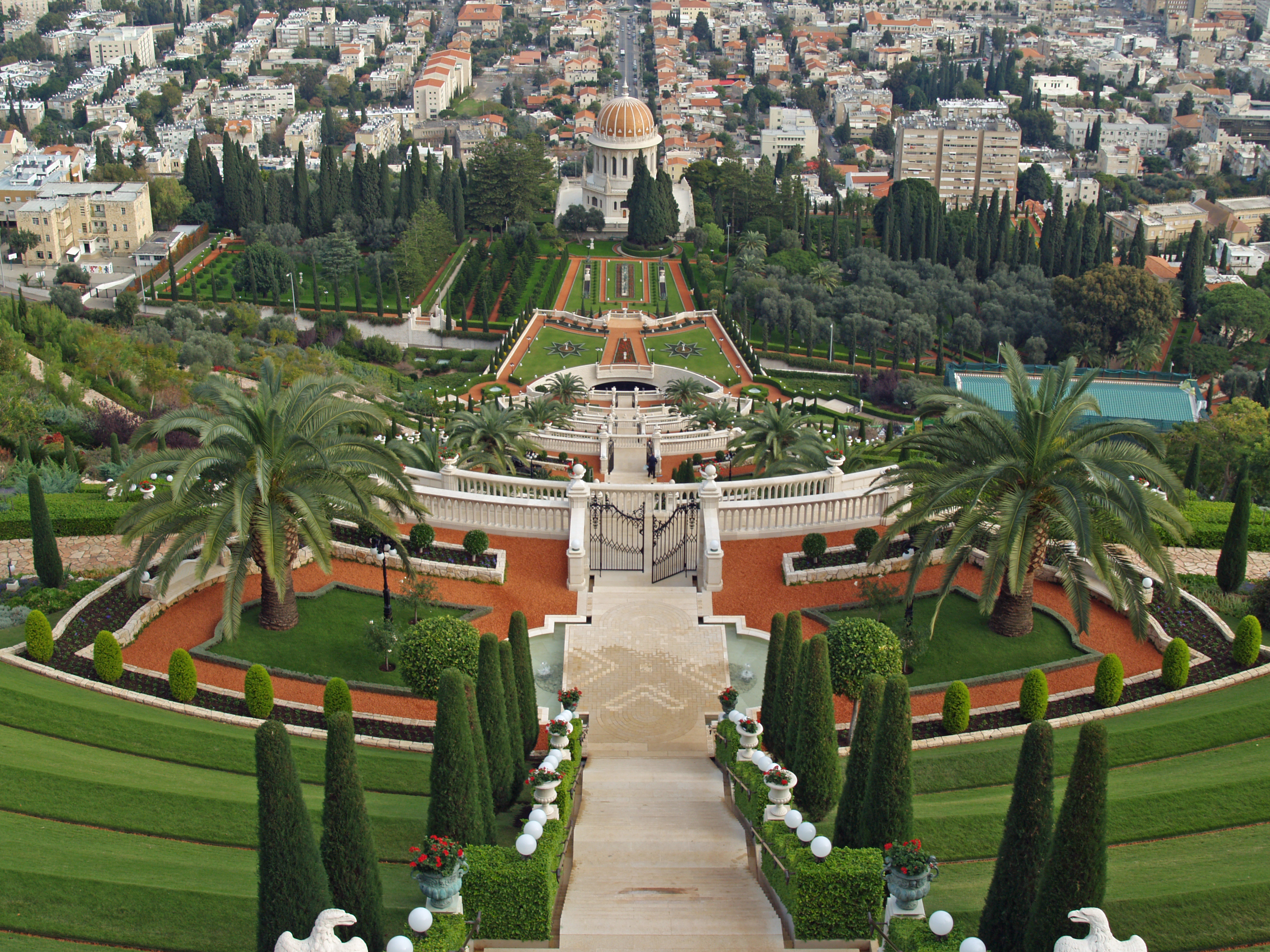
Haifa, tempio bahá'í sul Monte Carmelo.

Secondo l'opinione bahá'í la profezia del Terzo tempio si era realizzata con gli scritti di Bahá'u'lláh (Súriy-i-Haykal) in forma di pentacolo. La Súriy-i-Haykal o Tavola del Tempio, è un'opera composita consistente di una tavola seguita da cinque messaggi indirizzati a leader internazionali (La proclamazione di Bahá'u'lláh ai re e ai governanti del mondo); subito dopo la loro composizione, Bahá'u'lláh diede istruzioni affinché la tavola venisse scritta in forma di pentacolo, a simbolo del tempio umano, e ci aggiunse la seguente conclusione:
Shoghi Effendi, il Custode della Fede Bahá'í (1897–1957), spiegò che questo passo si riferisce alla profezia contenuta nella Bibbia ebraica dove Zaccaria aveva promesso la ricostruzione del Tempio alla Fine del Tempo, realizzata col ritorno della Manifestazione di Dio in un tempio umano: cioè nella persona di Bahá'u'lláh. Lungo tutto il testo della tavola, Bahá'u'lláh si rivolge al Tempio (se stesso) e spiega la gloria che vi è investita, che permette alle nazioni del mondo di arrivare alla redenzione. Nella tavola, Bahá'u'lláh afferma che la Manifestazione di Dio è uno specchio puro che riflette la sovranità di Dio e manifesta la Sua bellezza e grandezza di Dio verso l'umanità. Essenzialmente Bahá'u'lláh spiega che la manifestazione di Dio è un "Tempio Vivente" e Bahá'u'lláh si rivolge agli organi e arti del corpo umano, invitandoli a concentrarsi su Dio e non sul mondo terreno.